# 三上剛 (1968年生)
三上 剛（みかみ つよし、1968年11月25日 - ）は、千葉県出身の俳優。サイアン所属。

## 人物
身長174cm。体重78kg。
趣味はヨガ、釣り、バックパッカー旅行、映画鑑賞、モトクロス、歌唱。特技はオートバイ・パソコン等の分解修理。

## 出演作品

### テレビドラマ
- 新・部長刑事 アーバンポリス24 第79話「私の中にいる他人!」（2001年、ABC）
- 新宿鮫 氷舞 第1話「巨大な罠」（2002年、NHKBS2） - 新聞記者
- HVサスペンス / 強行犯捜査第七係（2002年、NHK BShi）
- 女と愛とミステリー / 夏樹静子サスペンス「駅に佇つ人」（2002年、テレビ東京） - 接見室係官
- 季節が変わる時（2004年、サイエンスチャンネル） - 耳鼻科医
- 土曜ワイド劇場 / 京都のテミス女裁判官 第2作（2004年、ABC）
- 日曜プライム / 家栽の人（船越英一郎版）（テレビ朝日）
  - 第1作（2020年） - 鑑別所職員
  - 第2作（2021年） - 書記官
- 新春ドラマスペシャル / 潜水艦カッペリーニ号の冒険（2022年、フジテレビ） - どら焼きをくれた人
- 暴太郎戦隊ドンブラザーズ（2022年、テレビ朝日） - 所長
- 相棒（2023年、テレビ朝日）
  - Season 21 - 商店店主
  - Season 22 - 公園管理人
- 刑事7人（2023年、テレビ朝日）
- 家政夫のミタゾノ（2023年、テレビ朝日） - 次郎

### テレビ番組
- ファミリーヒストリー 三木谷浩史篇（2018年、NHK） - 社長
- 逆転人生 プロ棋士・今泉健司篇（2019年、NHK）

### 映画
- 僕の犬小屋日記（2003年、東映） - 三浦
- 容疑者Xの献身（2008年、東宝）
- 私は貝になりたい（2008年、東宝） - 日本兵
- 東京ワイン会ピープル（2019年、キグー） - 不動産会社社員
- 農家の嫁は、取り扱い注意!（2021年、TOCANA） - 山田
  - Part1 天使降臨篇
  - Part2 有機ある大作戦篇
- てっぽうだま STRAY BIRD（2022年、えりオフィス）

### 配信ドラマ
- 雪国（2000年、日本大学芸術学部製作学科） - 島村
- 時間売りの男 第8話（2008年、東京ガラパゴス） - 刑事
- どーもー、水嶋裕太です（2016年） - 主演：水嶋裕太
- 兼松太一の常識（2017年） - 主演：兼松太一
- ミィステェィク（2017年） - 剛
- 冬薔薇（ふゆそうび）（2018年） - 金子謙一

### 舞台
- 潜水艦物語（1999年、東京ガラパゴス） - 船長
- 信長（2005年、西崎緑舞踏団）
- ベルナルダ・アルバの家（2012年、シアタープロジェクト東京）
- 天日坊（2012年、コクーン歌舞伎） - 盗賊
- 有明を渡る翼（2013年、演劇企画フライウェイ） - 田代
- 里亞王〜リア〜（2014年、アサヒアートLR） - グロスター
- オペラ「金閣寺」（2015年）

### CM
- みんなで大家さん販売株式会社（2019年 - 2020年）
- 三菱地所 「ラグビーシリーズ」（2023年）